# Швейцарія на пісенному конкурсі Євробачення 2024
Швейцарія брала участь у Пісенному конкурсі Євробачення 2024 у Мальме, Швеція, вигравши його, що стало третьою перемогою країни на конкурсі після перемог у 1956 та 1988 роках. Країну представляла пісня  «The Code» у виконанні Nemo. Швейцарська телекомпанія SRG SSR організувала внутрішній відбір, щоб обрати свою заявку для участі на Євробаченні.

## Передісторія
До конкурсу 2024 року Швейцарія брала участь у пісенному конкурсі Євробачення шістдесят три рази з моменту першої участі в 1956 році. Перша перемога країни була досягнута на першому пісенному конкурсі Євробачення у 1956 році, коли Швейцарію представляла Ліз Ассія з піснею «Refrain». Їхня друга перемога була досягнута в 1988 році, коли канадська співачка Селін Діон перемогла на конкурсі з піснею «Ne partez pas sans moi». Після запровадження півфіналів у 2004 році, на момент 2023-го року Швейцарії вдалося взяти участь у фіналі вісім разів, чотири з них – це всі конкурси, в яких вона брала участь з 2019, включно з двома результатами в топ-п'ять у вигляді 4-го місця у 2019 та 3-го місця в 2021 роках. У попередньому 2023 році пісня «Watergun» у виконанні Ремо Форрера пройшла у фінал і посіла 20 місце.
Швейцарська національна телерадіомовна компанія Швейцарська радіомовна корпорація (SRG SSR) транслює подію в межах Швейцарії та кожен рік організовує процес відбору для участі країни. Країна вибирала як національний фінал, так і внутрішній відбір, щоб відібрати свої записи протягом багатьох років, дотримуючись методу внутрішнього відбору з 2019 року. SRG SSR підтвердили свій намір взяти участь у пісенному конкурсі Євробачення 2024 7 липня 2023 року, пізніше оголосивши, що вони знову використовуватимуть внутрішній відбір для обрання своєї заявки на конкурс.

## Перед Євробаченням

### Табір для написання пісень SUISA
З 30 травня по 1 червня 2023 року в Маурі, кантон Цюрих, відбувся щорічний пісенний табір SUISA. Пісні, написані під час заходу, зазвичай подаються до SRG SSR як потенційні заявки для Євробачення від Швейцарії. Одними з учасників табору були Тея (одна з представниць Австрії на пісенному конкурсі Євробачення 2023), Елсі Бей (триразова учасниця норвезького національного відбору Melodi Grand Prix, один раз як автор пісні) і Лінда Дейл (один із авторів пісні «Queen of Kings», норвезької заявки у 2023 році). Пізніше Лінда Дейл стала однією з авторів швейцарської заявки на конкурс.

### Внутрішній відбір

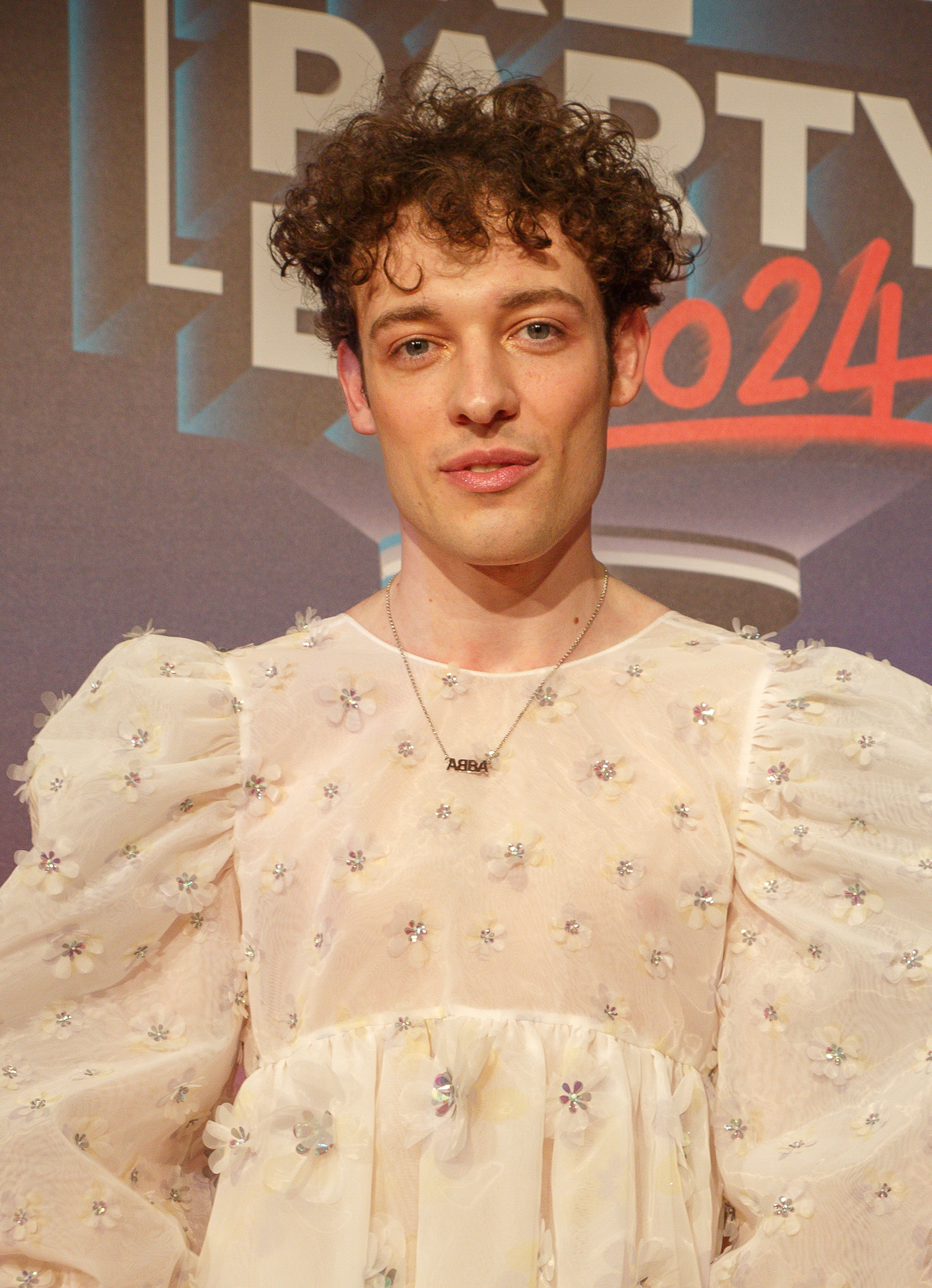
Nemo, що було оголошено переможцем внутрішнього відбору та подальшим представником Швейцарії на Євробаченні 2024 на PrePartyES у Мадриді.

SRG SSR відкрили період подання потенційних заявок для того, щоб представити країну на конкурсі з 10 по 24 серпня 2023 року для зацікавлених артистів і композиторів, щоб подати свої роботи. Виконавці та автори пісень будь-якої національності могли надсилати пісні, причому пріоритет надавався громадянам Швейцарії або її резидентам. Вони оцінювалися в різних раундах швейцарською громадською комісією, міжнародною громадською комісією та міжнародним експертним журі з 25 членів. Громадські комісії складалися спершу зі швейцарської та пізніше з міжнародної аудиторії, тоді як міжнародне журі складалося з колишніх національних членів журі різних країн на пісенному конкурсі Євробачення.  Останній тур відбувся до 5 грудня 2023 року, коли п’ять претендентів, які залишилися після всіх етапів, записали свої пісні на студії SRF у Цюриху. Потім комісії продовжили вибір швейцарського запису, орієнтуючись на цих студійних версіях.
Оголошення виконавця та реліз пісні відбулися 29 лютого 2024 року, саме тоді Nemo та пісня «The Code» були оголошені представниками Швейцарії на конкурсі, що було підтверджено декількома неофіційними незалежними джерелами газети Blick кількома днями раніше. Голова швейцарської делегації Ів Шифферле заявляв, що заявка відрізнятиметься від попередніх чотирьох (2020, 2021, 2022 і 2023), оскільки вона не буде «чоловічою баладою».

### Популяризація заявки
У рамках реклами своєї участі в конкурсі Nemo зі своєю піснею брали участь у PrePartyES у Мадриді 30 березня 2024 року, події Eurovision in Concert в Амстердамі 13 квітня 2024 року та Nordic Eurovision Party у Стокгольмі 14 квітня 2024. 8 квітня 2024 року Nemo було запрошено а якості гостя на радіо HRT у Хорватії, а незабаром після цього відбувся виступ Nemo в посольстві Швеції в Берні.

## На Євробаченні

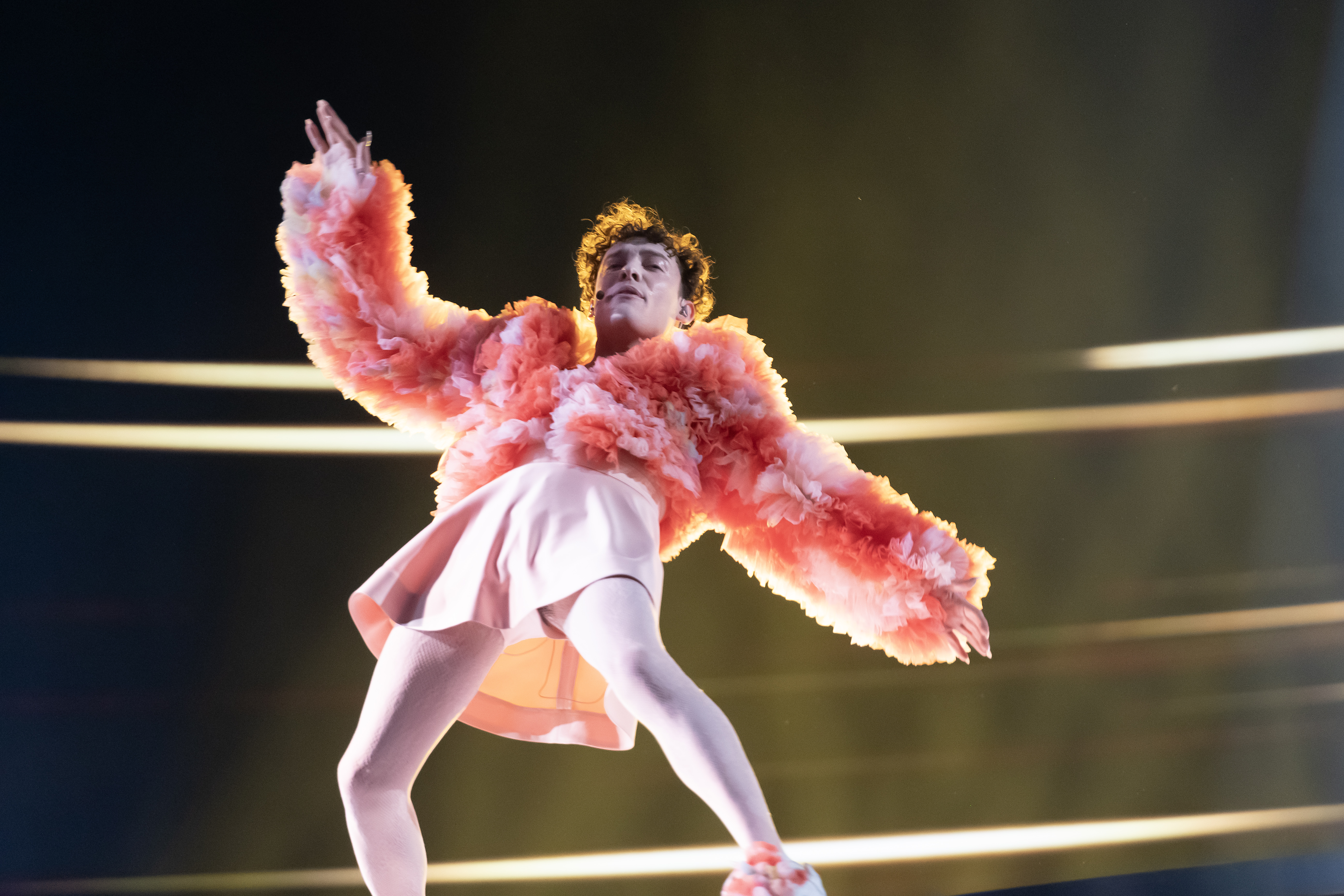
Nemo під час репетиції перед другим півфіналом.

Пісенний конкурс Євробачення 2024 відбувся в Мальме-Арена у Мальме, Швеція, і складався з двох півфіналів, які відбулися відповідно 7 і 9 травня, і фіналу 11 травня 2024 року. Усі країни, за винятком країни-господарки та країн «Великої п'ятірки» (Франція, Німеччина, Італія, Іспанія та Велика Британія) повинні пройти кваліфікацію в одному з двох півфіналів, щоб поборотися за вихід у фінал, а саме десять кращих країн з кожного півфіналу пройдуть до фіналу. 30 січня 2024 року було проведено жеребкування, щоб визначити, у якому з двох півфіналів, а також у якій половині шоу виступатиме кожна країна; Європейська мовна спілка (ЄМС) розділяє країни-конкурсанти на різні банки на основі моделей голосування з попередніх конкурсів, причому країни зі сприятливою історією голосування поміщаються в одну банку. В результаті жеребкування Швейцарія мала виступити у першій половині другого півфіналу.
SRG SSR транслювала конкурс через свої дочірні телекомпанії по всій країні:
- Франкомовна телекомпанія RTS транслювала півфінал на RTS 2 і фінал на RTS 1, усі шоу з коментарями Жан-Марка Рішара та Ніколя Таннера, плюс у фіналі до них приєдналася Жюлі Бертолле.[17][18][19][20][21]
- Німецькомовна телекомпанія SRF транслювала півфінали на SRF zwei та фінал на SRF 1, усі з коментарями Свена Епінея.[18][19][20] Крім того, на спільній зустрічі, що відбулася в Мюнхені у вересні 2023 року, SRF оновила свої плани з німецькою телекомпанією ARD і австрійською телекомпанією ORF щодо співпраці задля трансляції тематичних програм Євробачення ESC – Der Countdown і ESC – Die Aftershow у 2024 році, як і у 2023 році.[22][23] Ведучою шоу Барбара Шенебергер.[24]
- Італомовна телекомпанія RSI транслювала півфінали на RSI La 2 і фінал на RSI La 1, усі з коментарями Елліс Кавалліні та Джан-Андреа Коста.[18][19][20][25]

### Виступ
Nemo та всі інші учасники другого півфіналу взяли участь у технічних репетиціях 29 квітня та 2 травня, а потім генеральних репетиціях 8 та 9 травня. Режисером швейцарського виступу на конкурсі став Фредрік Рідман (який раніше робив це для низки заявок, одними з яких є виступи Швеції у 2015 році та Фінляндії у 2023 році). Він включає Nemo, що виконує свою пісню на платформі, що обертається.

### Другий Півфінал
Швейцарія виступила під 4-им номером після виступу Греції та перед виступом Чехії. Наприкінці шоу країну було оголошено однією з 10-и фіналістів. Пізніше стало відомо, що Швейцарія посіла четверте місце з шістнадцяти країн-учасниць у другому півфіналі зі 132 балами.

### Фінал

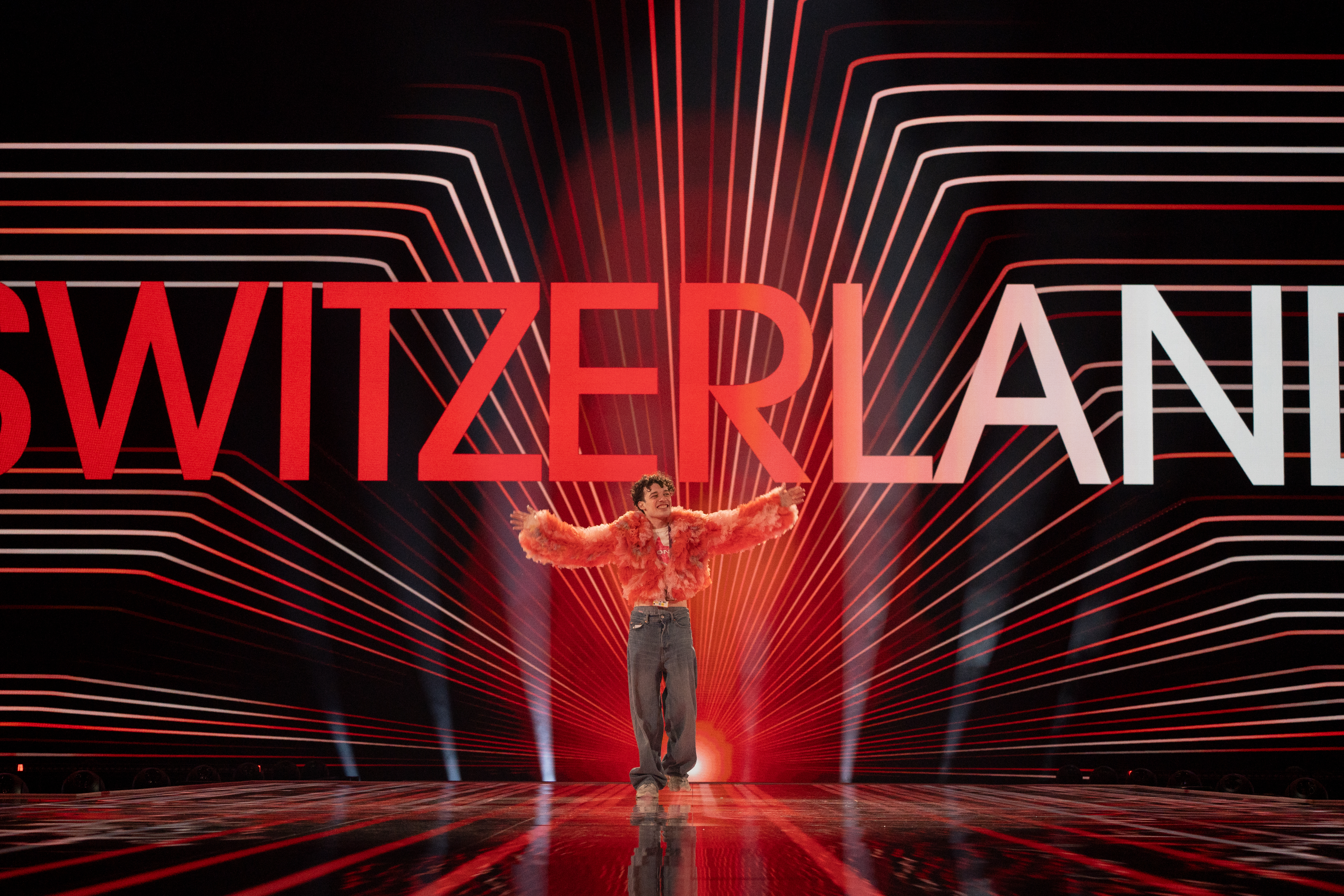
Nemo під час параду прапорів

Після півфіналу, під час жеребкування половини, в якій виступатиме Nemo фіналі було визначено, що позицію Швейцарії в фіналі буде визначено продюсерами. Пізніше було визначено, що Швейцарія виступить під 21-им номером після Кіпру та перед Словенією. Nemo з усіма фіналістами знову взяли участь у генеральних репетиціях 10 і 11 травня перед фіналом, включаючи шоу для журі, де професійне журі віддало остаточне голосування перед фіналом. У фінальному результаті, Швейцарія виграла конкурс з 591 балом, а саме: 365 бали від журі та 226 від телеголосування.

### Голосування
Під час голосування під час кожного з шоу кожна країна присуджувала два набори балів від 1 до 8, 10 і 12: один від професійного журі, інший від телеголосування у фіналі, тоді як голосування у півфіналі повністю базувалося на телеголосуванні. Журі кожної країни складалося з п’яти професіоналів музичної індустрії, які є громадянами країни, яку вони представляють. Вони оцінюють кожну заявку на основі виступів під час другої генеральної репетиції кожного шоу, яка відбувається ввечері перед кожним живим шоу, за набором критеріїв, включаючи: вокальний потенціал; сценічний виступ; композиція та оригінальність пісні і загальне враження від заявки. Також жодному члену журі не дозволяється обговорювати своє голосування з іншими членами або бути будь-яким чином пов'язаним з будь-якими діями, у яких інші члени журі не можуть голосувати неупереджено та незалежно. Індивідуальний рейтинг кожного члена журі в анонімній формі, а також результати загальнонаціонального телеголосування були опубліковані незабаром після фіналу конкурсу. У фіналі конкурсу результати голосування журі були озвучені речниками, представленими від кожної країни, що брала участь на конкурсі, у той час як результати телеголосування оголошувалися ведучими. Речницею від Швейцарії була Дженніфер Бошард.
Нижче наведено бали, отриманих та відданих Швейцарією в другому півфіналі та фіналі конкурсу.

#### Бали нараховані Швейцарії
| Бали     | Телеголосування                                 |
| -------- | ----------------------------------------------- |
| 12 балів | Сан-Марино                                      |
| 10 балів |                                                 |
| 8 балів  | Австрія Італія Мальта Нідерланди Франція Чехія  |
| 7 балів  | Бельгія Вірменія Греція Естонія Латвія Норвегія |
| 6 балів  | Данія 🌎 Решта світу                            |
| 5 балів  | Албанія Грузія                                  |
| 4 бала   | Ізраїль Іспанія                                 |
| 3 бали   |                                                 |
| 2 бали   |                                                 |
| 1 бал    |                                                 |

| Бали     | Телеголосування                                                                                 | Журі |
| -------- | ----------------------------------------------------------------------------------------------- | --- |
| 12 балів | Україна                                                                                         | Австрія Албанія Азербайджан Греція Грузія Данія Естонія Ірландія Італія Іспанія Латвія Литва Люксембург Мальта Нідерланди Норвегія Польща Португалія Сан-Марино Україна Фінляндія Швеція |
| 10 балів | Азербайджан                                                                                     | Австралія Бельгія Велика Британія Сербія Словенія Чехія |
| 8 балів  | Австрія Вірменія Греція Литва Польща Фінляндія                                                  | |
| 7 балів  | Австралія Грузія Естонія Італія Нідерланди Німеччина Чехія Швеція                               | Вірменія Молдова |
| 6 балів  | Бельгія Ірландія Ісландія Іспанія Кіпр Мальта Норвегія Португалія 🌎 Решта світу Сербія Франція | Ісландія Кіпр |
| 5 балів  | Велика Британія Данія Молдова Сан-Марино                                                        | Ізраїль Німеччина Франція |
| 4 бали   | Латвія Словенія                                                                                 | |
| 3 бали   | Албанія                                                                                         | |
| 2 бали   | Люксембург                                                                                      | |
| 1 бал    | Хорватія                                                                                        | |

#### Бали нараховані Швейцарією
| Бали     | Телеголосування |
| -------- | --------------- |
| 12 балів | Ізраїль         |
| 10 балів | Нідерланди      |
| 8 балів  | Греція          |
| 7 балів  | Латвія          |
| 6 балів  | Вірменія        |
| 5 балів  | Естонія         |
| 4 бали   | Австрія         |
| 3 бали   | Албанія         |
| 2 бали   | Данія           |
| 1 бал    | Норвегія        |

| Бали     | Телеголосування | Журі            |
| -------- | --------------- | --------------- |
| 12 балів | Ізраїль         | Греція          |
| 10 балів | Хорватія        | Ірландія        |
| 8 балів  | Італія          | Хорватія        |
| 7 балів  | Франція         | Португалія      |
| 6 балів  | Україна         | Італія          |
| 5 балів  | Сербія          | Франція         |
| 4 бали   | Греція          | Вірменія        |
| 3 бали   | Німеччина       | Велика Британія |
| 2 бали   | Португалія      | Україна         |
| 1 бал    | Вірменія        | Іспанія         |

#### Детальні результати голосування з Швейцарії
| №  | Країна     | Телеголосування | Телеголосування |
| №  | Країна     | Місце           | Бали            |
| -- | ---------- | --------------- | --------------- |
| 01 | Мальта     | 14              |                 |
| 02 | Албанія    | 8               | 3               |
| 03 | Греція     | 3               | 8               |
| 04 | Швейцарія  |                 |                 |
| 05 | Чехія      | 11              |                 |
| 06 | Австрія    | 7               | 4               |
| 07 | Данія      | 9               | 2               |
| 08 | Вірменія   | 5               | 6               |
| 09 | Латвія     | 4               | 7               |
| 10 | Сан-Марино | 15              |                 |
| 11 | Грузія     | 13              |                 |
| 12 | Бельгія    | 12              |                 |
| 13 | Естонія    | 6               | 5               |
| 14 | Ізраїль    | 1               | 12              |
| 15 | Норвегія   | 10              | 1               |
| 16 | Нідерланди | 2               | 10              |

До швейцарського журі увійшли:
- Джаміла Авад
- Тобіас Карші
- Лоуренс Дезарценс
- Кеті Фуско
- Рафаель Гальдеманн

| №  | Країна          | Журі   | Журі   | Журі   | Журі   | Журі   | Журі  | Журі | Телеголосування | Телеголосування |
| №  | Країна          | Журі 1 | Журі 2 | Журі 3 | Журі 4 | Журі 5 | Місце | Бали | Місце           | Бали            |
| -- | --------------- | ------ | ------ | ------ | ------ | ------ | ----- | ---- | --------------- | --------------- |
| 01 | Швеція          | 8      | 23     | 12     | 19     | 12     | 19    |      | 19              |                 |
| 02 | Україна         | 12     | 9      | 4      | 16     | 9      | 10    | 2    | 5               | 6               |
| 03 | Німеччина       | 17     | 20     | 24     | 4      | 14     | 14    |      | 8               | 3               |
| 04 | Люксембург      | 23     | 12     | 19     | 23     | 7      | 20    |      | 17              |                 |
| 05 | Нідерланди      | 1      | 22     | 5      | 22     | 18     | 8     |      |                 |                 |
| 06 | Ізраїль         | 25     | 21     | 25     | 8      | 13     | 22    |      | 1               | 12              |
| 07 | Литва           | 15     | 24     | 6      | 21     | 15     | 18    |      | 15              |                 |
| 08 | Іспанія         | 19     | 1      | 23     | 25     | 23     | 11    | 1    | 13              |                 |
| 09 | Естонія         | 14     | 4      | 15     | 18     | 22     | 13    |      | 18              |                 |
| 10 | Ірландія        | 3      | 3      | 7      | 9      | 1      | 2     | 10   | 11              |                 |
| 11 | Латвія          | 21     | 17     | 16     | 20     | 21     | 25    |      | 14              |                 |
| 12 | Греція          | 4      | 2      | 1      | 10     | 5      | 1     | 12   | 7               | 4               |
| 13 | Велика Британія | 9      | 5      | 13     | 14     | 6      | 9     | 3    | 22              |                 |
| 14 | Норвегія        | 18     | 6      | 14     | 11     | 17     | 15    |      | 21              |                 |
| 15 | Італія          | 7      | 7      | 8      | 5      | 4      | 5     | 6    | 3               | 8               |
| 16 | Сербія          | 11     | 11     | 11     | 12     | 16     | 17    |      | 6               | 5               |
| 17 | Фінляндія       | 6      | 19     | 20     | 24     | 25     | 21    |      | 16              |                 |
| 18 | Португалія      | 16     | 18     | 2      | 7      | 2      | 4     | 7    | 9               | 2               |
| 19 | Вірменія        | 5      | 10     | 3      | 17     | 8      | 7     | 4    | 10              | 1               |
| 20 | Кіпр            | 20     | 16     | 21     | 2      | 20     | 12    |      | 20              |                 |
| 21 | Швейцарія       |        |        |        |        |        |       |      |                 |                 |
| 22 | Словенія        | 22     | 13     | 18     | 13     | 19     | 23    |      | 24              |                 |
| 23 | Хорватія        | 2      | 14     | 10     | 3      | 3      | 3     | 8    | 2               | 10              |
| 24 | Грузія          | 13     | 25     | 22     | 6      | 10     | 16    |      | 23              |                 |
| 25 | Франція         | 10     | 8      | 9      | 1      | 11     | 6     | 5    | 4               | 7               |
| 26 | Австрія         | 24     | 15     | 17     | 15     | 24     | 24    |      | 12              |                 |

## Нотатки
1. ↑  Нідерланди було дискваліфіковано з конкурсу незадовго до фіналу.[37][38]